# خط مغربي

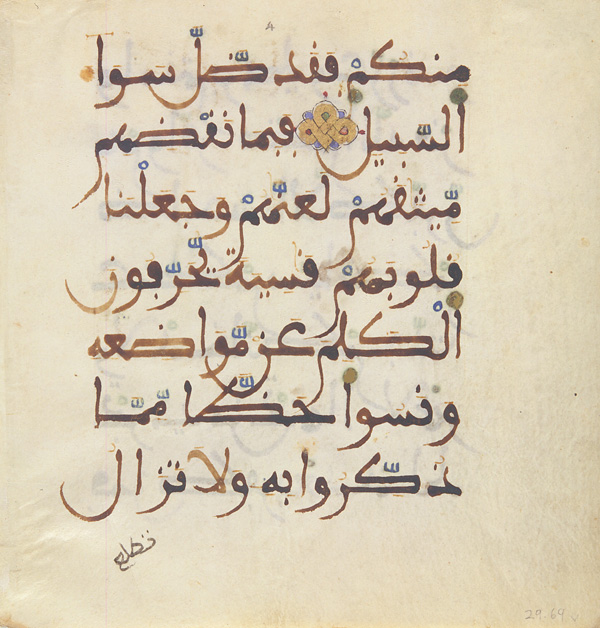
الآيات 12-13 من سورة المائدة من مصحف مكتوب بالخط المغربي (حوالي 1250-1350 م) - مكتبة الكونغرس (الولايات المتحدة)

الخط المغربي أو المغاربي يشير إلى مجموعة الخطوط العربية المترابطة التي تطورت في بلاد المغرب (شمال إفريقيا) والأندلس (شبه الجزيرة الإيبيربية) وغرب بلاد السودان (منطقة الساحل). ينحدر الخط المغربي من الخط الكوفي، ويكتب بقلم سميك، ليبدو الخط في غاية الاتّزان، ويستعمل في أعمال النساخة والتدوين والزخرفة. وتُكتب تقليديًا برأس مبري جيدًا (القلم المدبَّب)، مما ينتج عنه خطٌ متساوي السُمك.
يتميز النص بأشكال حروف مستديرة وملامح أفقية ممتدة، ومنحنيات نهائية مفتوحة أسفل خط الأساس. كما أنها تختلف عن الخطوط المشرقية في تدوين حرف الفاء (مغاربي: ڢ ؛ المشرقي: ف) والقاف (مغاربي: ڧ؛ المشرقي: ق).
ولعدة قرون استُخدمت الكتابة المغاربية لكتابة المخطوطات العربية وتسجيل الأدب الأندلسي والمغاربي، سواء باللغة العربية الفصحى أو العربية المغاربية أو الأمازيغية.

## تاريخ

### ظهور
دخلت الكتابة العربية إلى بلاد المغرب منذ القرن الأول هـ/7م أي مع الفتح الإسلامي للمغرب، وقد وقع تبني كل ما ورد من المشرق، من أساليب كتابية ومن بينها الخط الكوفي، حيث ورد على مدينة القيروان عاصمة المنطقة ومنها انتشر إلى بقية أرجاء بلاد المغرب. ينحدر الخط المغربي من الخط الكوفي مباشرة، فاشتق من الخطوط المشرقية قبل تطبيق إصلاحات الخط التي وضعها ابن مقلة فيما يعرف بالخط المنسوب.
وفي القيروان ما لبث الخط الكوفي أن تطور ليتخذ أساليب وخصائص جديدة حتى تسمى بالخط القيرواني الذي كان يستعمل لكتابة المصاحف، كما تطور خط نسب إلى مدينة المهدية، عاصمة الفاطميين.

### انتشار
انتشر الخط المغربي انطلاقاً من العواصم مثل القيروان وفاس وقرطبة. وكان الخط المغربي يستعمل خلال قرون في كتابة المخطوطات العربية التي جرى تداولها في بلاد المغرب. ووفق المؤرخ المغربي محمد المنوني كان هناك 104 مصنع للورق في فاس تحت حكم يوسف بن تاشفين في عهد المرابطين، و400 مصنع للورق تحت حكم السلطان يعقوب المنصور في عهد الموحدين.
فكان كلما دخل منطقة سمي باسمها، وعلى هذا المنوال جاءت تَسمية هذا الخط بالخط القيرواني، ولما دخل إلى المغرب سمي بالخط المغربي، وهنا بدء الإبداع فيه وتجويد أنواعه، وسمّي بالخط الفاسي والخط المراكشي.
أما بالأندلس، فقد تطور فيها الخط الكوفي أيضًا، وظهر نوعان أساسيان تكثر في أحدهما الزوايا، سمي بالكوفي الأندلسي، وتكثر في الآخر الانحناءات والاستدارات سمي بالقرطبي أو الأندلسي، وقد استخدم في نسخ المصاحف والكتب.

استمر التمايز بين خطوط الأندلس وشمال إفريقيا إلى القرن الرابع هـ/10م. ثم خضعت شمال إفريقيا للتأثير الأندلسي إثر قدوم المهاجرين الأندلسيين إليها في موجات، مع بدء تراجع النفوذ العربي الإسلامي بالأندلس. وفي هذا المعنى يقول ابن خلدون: 
أما أهل الأندلس فانتشروا في الأقطار منذ تلاشي ملك العرب ومن خلفهم من البربر... فانتشروا في عدوة المغرب وإفريقية... وتعلقوا بأذيال الدولة، فغلب خطهم على الخط الإفريقي وعفا عليه، ونسي خط القيروان والمهدية... وصارت خطوط أهل إفريقية كلها على الرسم الأندلسي بتونس وما إليها... وبقي منه رسم ببلاد الجريد الذين لم يخالطوا كتاب الأندلس... وحصل في دولة بني مرين من بعد ذلك بالمغرب الأقصى لون من الخط الأندلسي لقرب جوارهم وسقوط من خرج منهم إلى فاس قريبا واستعمالهم إياهم سائر الدولة ونسي عهد الخط فيما بعد عن سدة الملك وداره كأنه لم يعرف. 

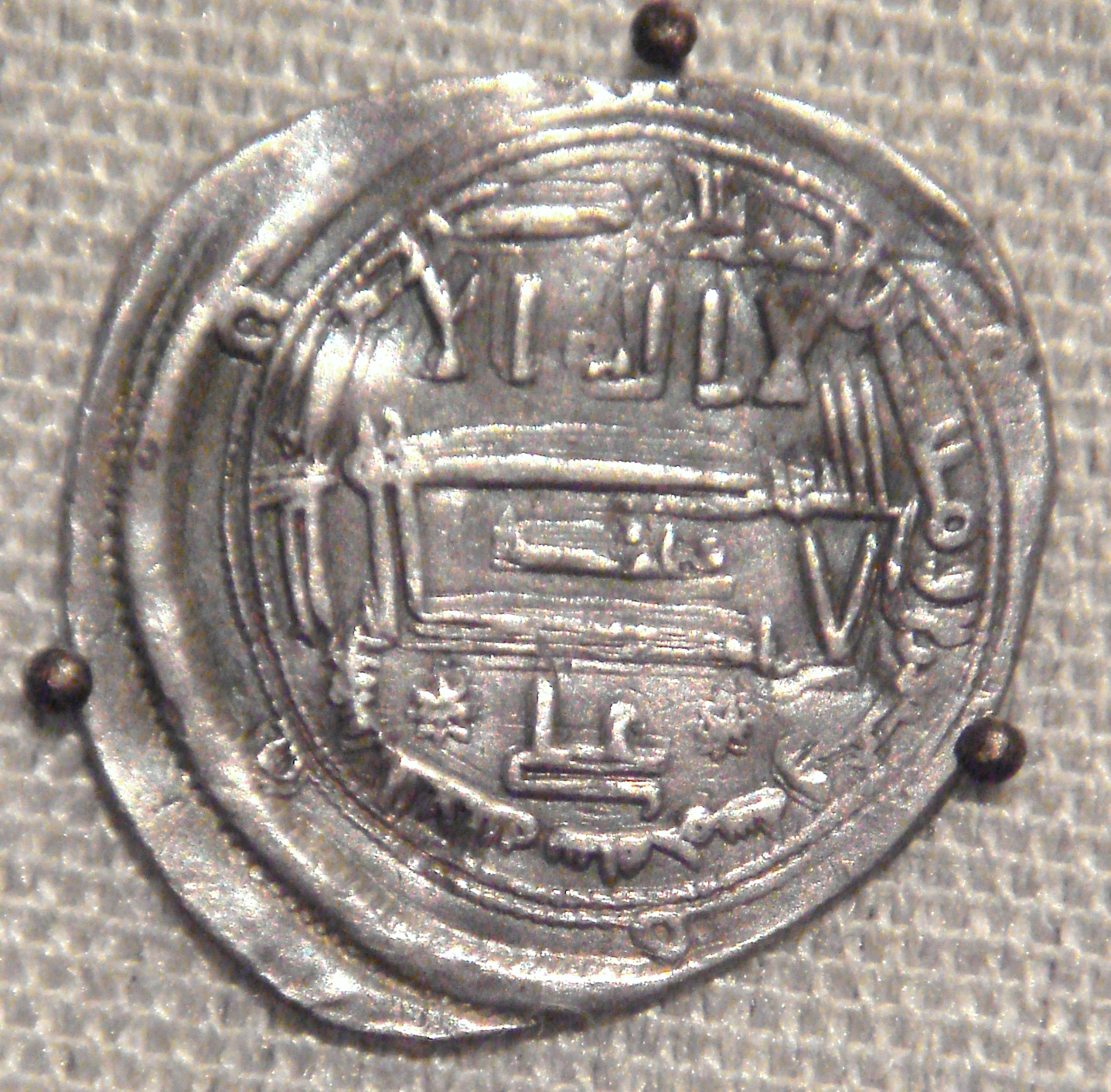
أثر الخط الكوفي العراقي كما يظهر على هذا الدرهم الإدريسي على التطور المبكر للخط المغربي.

وهو ما يعني أنّ الخط الأندلسي حل محل الخطوط المحلية المتأثرة بالقيروان، وقد استثنى ابن خلدون منطقة بلاد الجريد، لأنها لم تتصل بالأندلسيين. وتطور الخط الأندلسي بدوره، ومنه تولّد ما عُرف فيما بعد بالخط المغربي.
عرف الخط المغربي في بلاد المغرب الأقصى تدهوراً تزامن مع فترة التدهور هناك في عهد السلطان العلوي محمد الثالث، وسمي هذا الخط غير المقروء بالخط البدوي.
بادر بعض الخطاطين المغاربة إلى الكتابة في موضوع الخط وقواعده، لضبط أساليبه وأشكاله، ووضعها رهن إشارة مريدي الخط المغربي مثل منظومة ”نظم لآلي السمط في تحسين بديع الخط“ وشرحها ”حلية الكاتب ومنية الطالب“ للخطاط أحمد بن قاسم الرفاعي الرباطي (1841م).
أصبح الخط المغربي المجوهر الخط المعتمد في الطباعة الحجرية بعد أن جلب محمد ابن الطيب الروداني من مصر أول مطبعة حجرية في المغرب الأقصى عام 1864.
من ضمن منشورات المستشرق الفرنسي أوكتاف هودا عن الخط المغربي هناكEssai sur l'Ecriture Maghrebine عام 1886 وRecueil de Lettres Arabes Manuscrites عام 1891.

### الرعاية الإمبراطورية

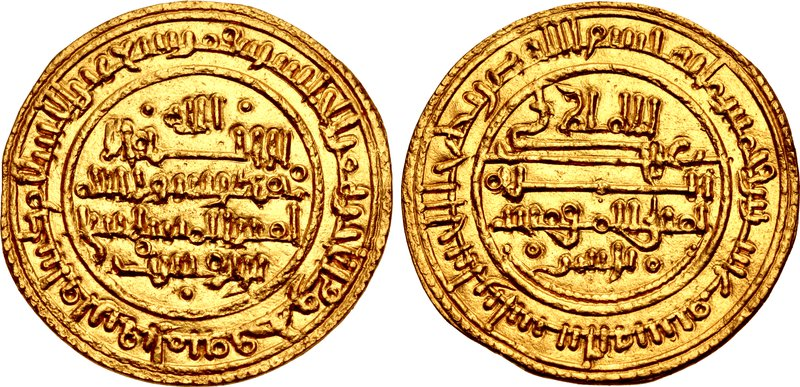
دينار مرابطي ضُرب في عهد علي بن يوسف في إشبيلية، وعليه كتابة بالخط الكوفي المرابطي.

#### المرابطي
وفي عهد المرابطين انتشر الخط الأندلسي في جميع أنحاء المغرب العربي حتى القيروان. لكن منطقة الجريد احتفظت بالنص الأفريقي. تم تطوير نسخة من الخط الكوفي ذات السمات المزهرة في هذا الوقت. جامعة القرويين والقبة المرابطية والمنبر المرابطي تحمل نماذج من الخط الكوفي المرابطي.
وقد تم تقليد الخط الكوفي للدينار المرابطي في مارافيدي حيث أصدره ألفونسو الثامن ملك قشتالة.
كان منبر مسجد القرويين والذي تم إنشاؤه عام 1144، "آخر وصية رئيسية لرعاية المرابطين" ويتميز بما يسمى الآن بالثلث المغاربي، وهو تفسير للثلث الشرقي والديواني التقليدي.

#### الموحدي

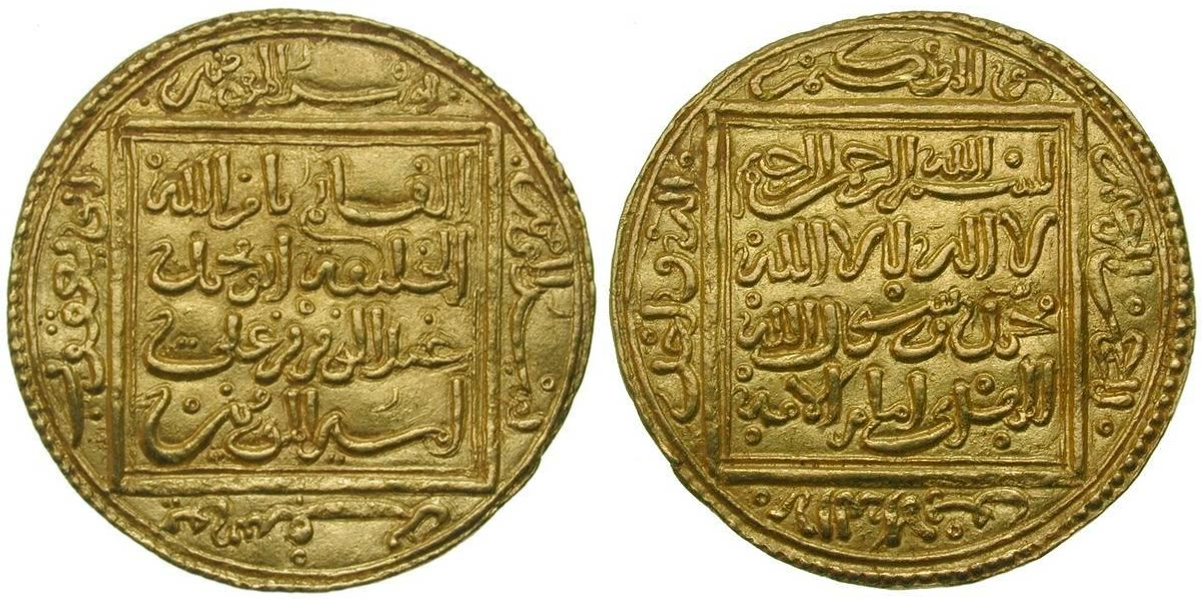
الدرهم الموحدي ضُرب بخط الثلث المغربي المنحني في عهد أبي يعقوب يوسف.

في ظل حكم الموحدين استمر الخط العربي في الازدهار وتطورت مجموعة متنوعة من الأساليب المتميزة. وقد قام الخلفاء الموحدون الذين كان الكثير منهم مهتمين بالخط العربي، برعاية الخطاطين المحترفين ودعوا الكتبة والخطاطين الأندلسيين للاستقرار في مراكش وفاس وسبتة والرباط. كما أنشأ الخليفة الموحدي أبو حفص عمر المرتضى أول مركز عام لنسخ المخطوطات في مدرسة مسجده في مراكش (مدرسة بن يوسف الآن).
تم اعتماد خط الثلث المغربي باعتباره "علامة سلالية" رسمية تستخدم في وسائل الإعلام المختلفة، من المخطوطات إلى العملات المعدنية إلى الأقمشة. كما قام الموحدون بإضاءة بعض الكلمات أو العبارات للتأكيد عليها بأوراق الذهب واللازورد.

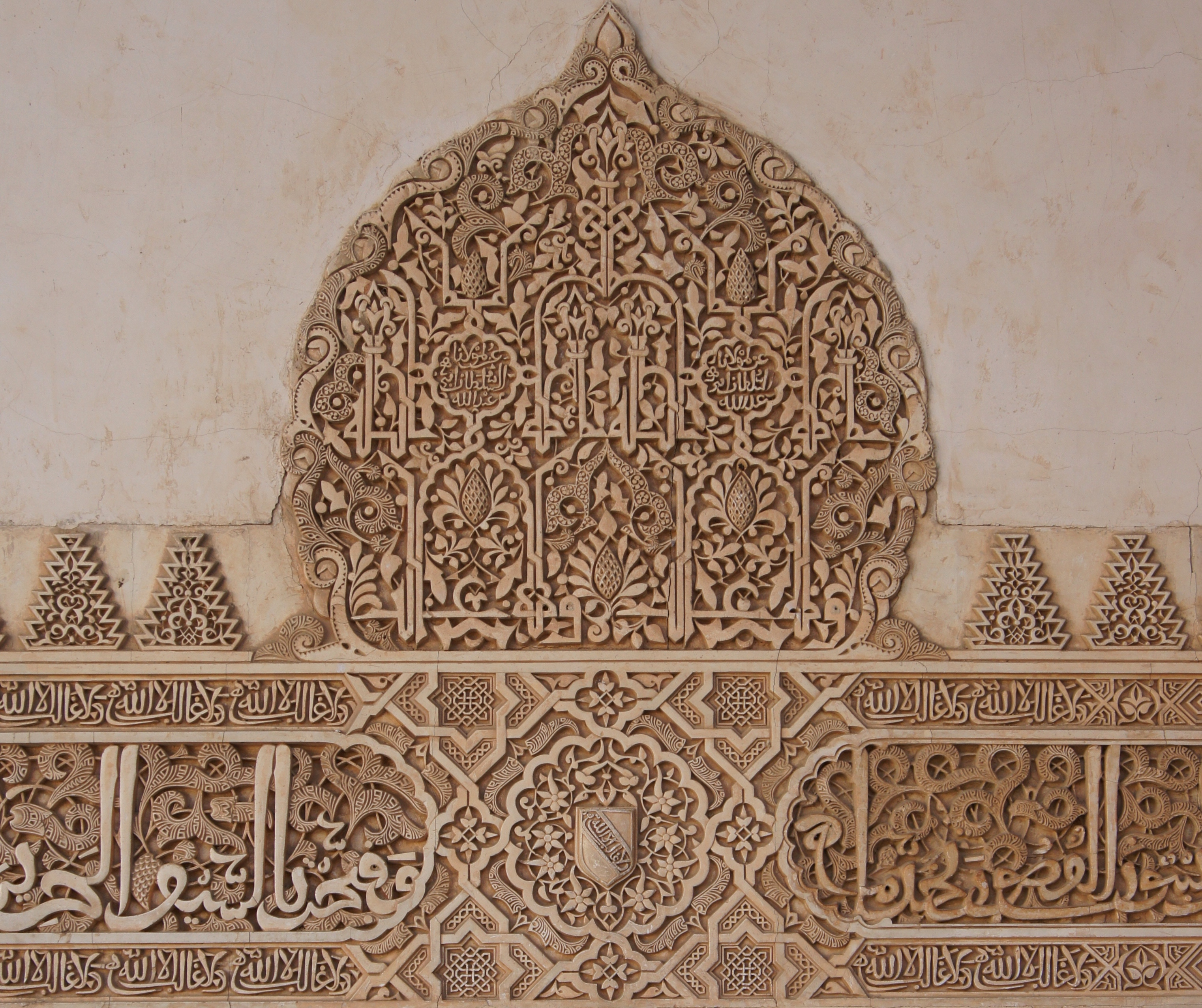
مخطوطات مختلفة في قصر الحمراء المبني في إمارة غرناطة. حيث أثر نزوح المسلمين من أيبيريا على تطور الخطوط في شمال أفريقيا.

كما أنه ولعدة قرون تم استخدام النص المغربي لكتابة المخطوطات العربية التي تم تداولها في جميع أنحاء المغرب العربي. وبحسب محمد المنوني كان هناك 104 مصانع للورق في فاس في عهد يوسف بن تاشفين في القرن الحادي عشر، و400 في عهد السلطان يعقوب المنصور في القرن الثاني عشر.

#### النصري

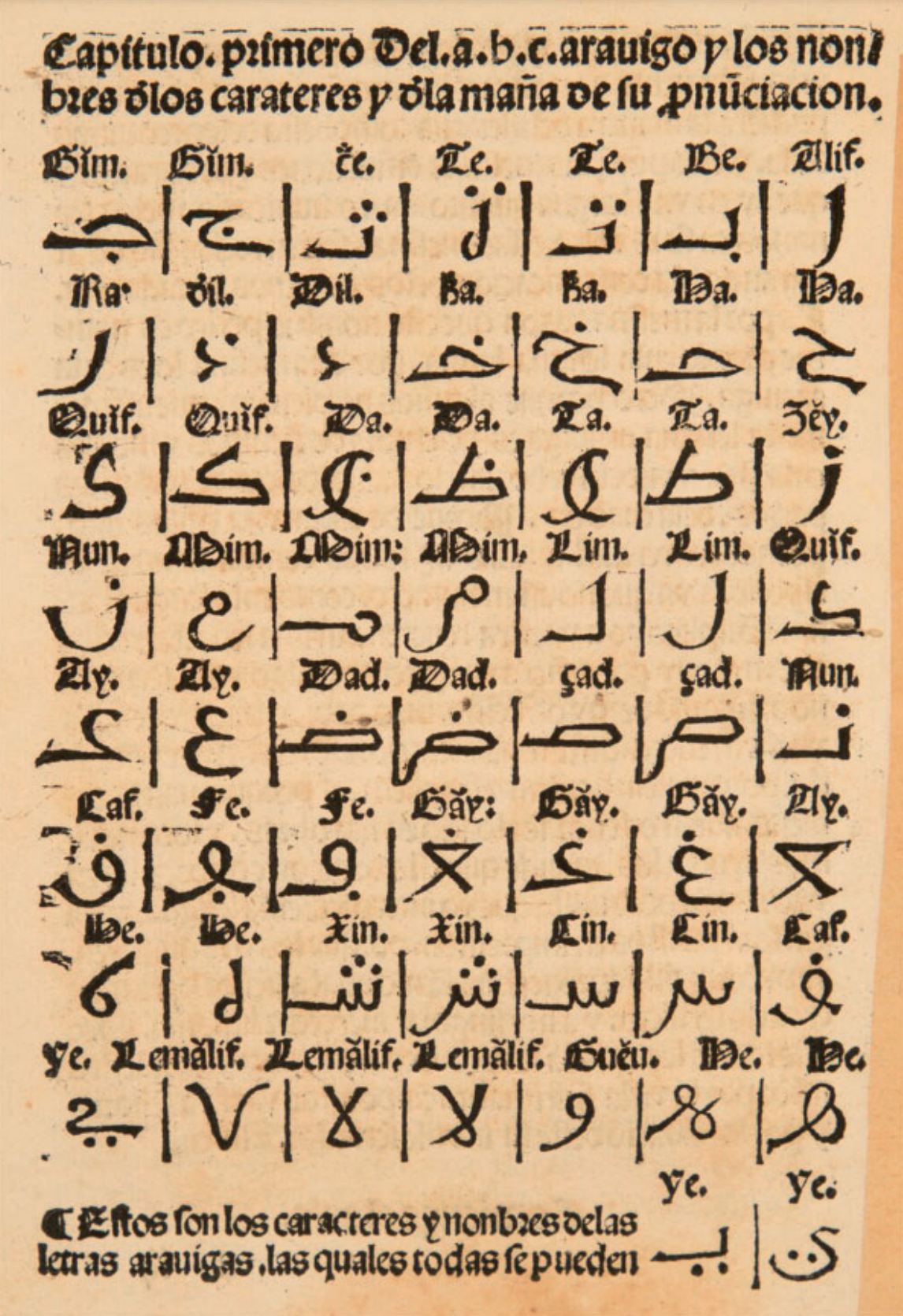
ظهرت الحروف المغاربية في أول أبجدية عربية معروفة تمت طباعتها في كتاب صدر عام 1505 للمعجم الإسباني بيدرو دي ألكالا.

في إمارة غرناطة وفي عهد الأسرة النصرية وخاصة في عهد يوسف الأول ومحمد الخامس، تطورت الكتابة العربية بشكل أكبر. حيث طورت النقوش الكوفية خطوطًا رأسية ممتدة تشكل عقدًا زخرفيًا يشبه الشريط. كما كان للخط الكوفي "تأثير هائل على الجوانب الزخرفية والرسومية للفن المسيحي".

### الأعجمية
في أيبيريا تم استخدام النص العربي لكتابة اللغات الرومانسية مثل المستعربية أو البرتغالية أو الإسبانية أو اللادينو. وقد تمت الإشارة إلى نظام الكتابة هذا باسم "الجميادو" من العجمية.

## أنواعه

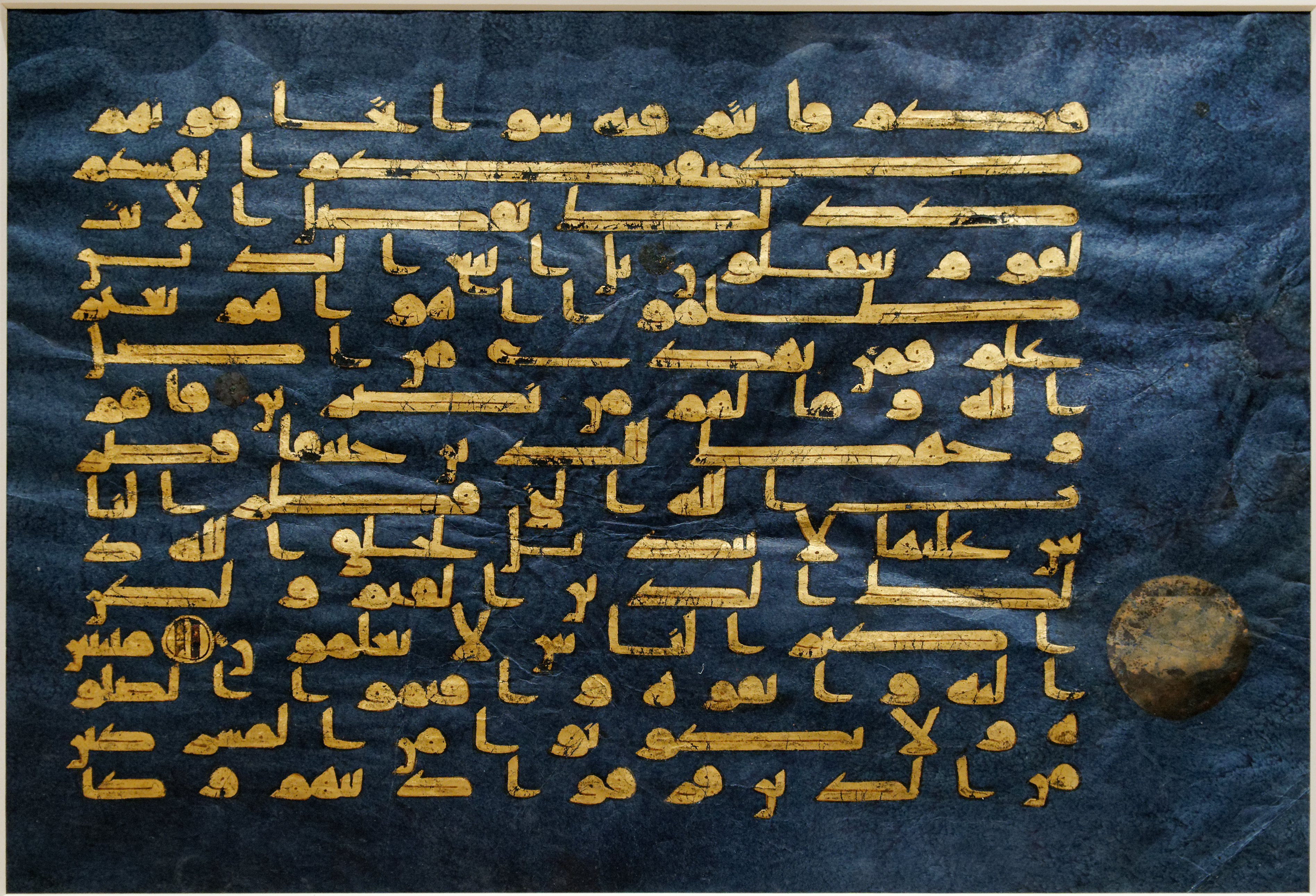
صفحة من المصحف الأزرق مذهبة بالخط الكوفي المغربي، ويعتقد أن هذا المصحف صُنع إما في الأندلس أو في بلاد القيروان

يذكر خمسة أنواع فرعية للخط المغربي في كتاب الخط المغربي: تاريخ وواقع وآفاق:
1. الكوفي المغربي، أسلوب في الخط الكوفي ابتكر في بلاد المغرب والأندلس[33]
  - الكوفي المرابطي، نوع من الكوفي المغربي اعتمدته الدولة المرابطية[34]
2. المبسوط، خط اعتيادي مناسب لفقرات النص وللقرآن. يعتبر امتداد للخط الكوفي وعرف تجويدا في المغرب وفي الأندلس. اعتمدته المطبعة الحجرية بفاس لطباعة المصحف القرآني.[35] يشابه خط النسخ في الاستعمال. عبارة بالخط المغربي المبسوط، ونصه كما يلي: "الخط الحسن يزيد الحق وضوحا"

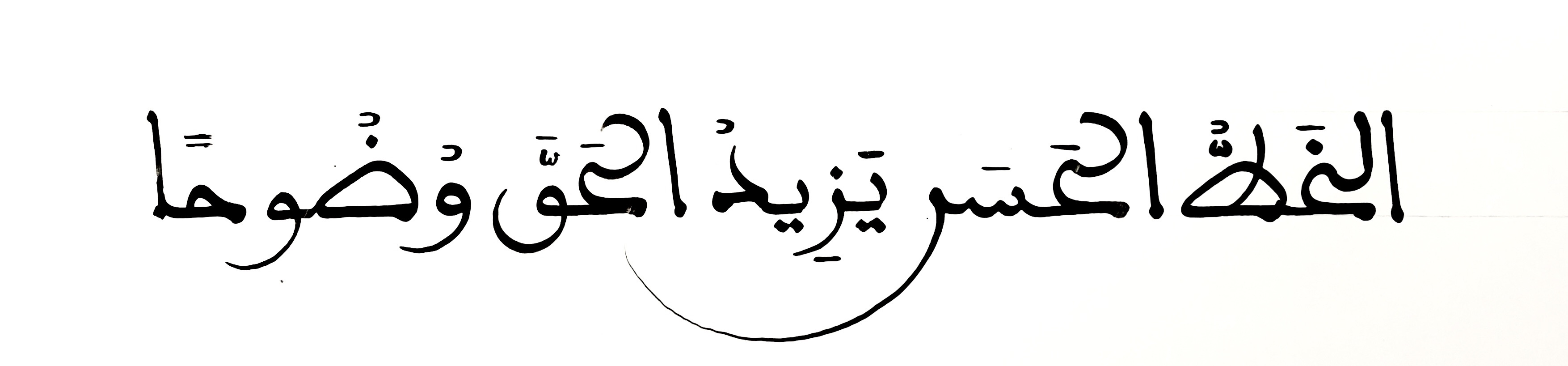
عبارة بالخط المغربي المبسوط، ونصه كما يلي: "الخط الحسن يزيد الحق وضوحا"

3. المجوهر، يستعمله الملك في إعلان الظهائر[35]
4. الثلث المغربي، وكان يسمى الخط المشرقي أو الخط المشرقي المتمغرب، هو مستوحى من خط الثلث المشرقي[35]
5. المسند، ويسمى كذلك الزمامي، هو خط يستعمله العدول والمحاكم في كتابة عقود الزواج وما إلى ذلك. تطور من الخط المغربي المجوهر والحروف في هذا الخط تميل إلى اليمين. وهذا الخط كان يستعمل في النصوص التي يريد المحررون إضفاء طابع من الغموض عليها، مثل النصوص المرتبطة بالسحر، وذلك نظرا لصعوبة قرائته.

وإلى ذلك هناك الخط القندوسي، وهو خط مغربي مبدع ابتكره الخطاط المتصوف محمد بن القاسم القندوسي في القرن التاسع عشر.
وكان المستشرق الفرنسي أكتاف هودا يصف أربعة أنواع من الخط المغربي وينسبها إلى مدن أو بلدان معينة:
- القيرواني: يمتاز بحروفه القصيرة والقريبة من بعضها؛
- الأندلسي: الخطوط التي ابتكرت بالأندلس
- الخط الفاسي: ويمتاز بطول الأسطر العمودية؛
- السوداني أو التمبكتي : نسبة إلى بلاد السودان (أي إفريقيا جنوب الصحراء) أو مدينة تمبكتو (بمالي الحالي)، ويمتاز بكبره وغلظه؛

### الخط السوداني

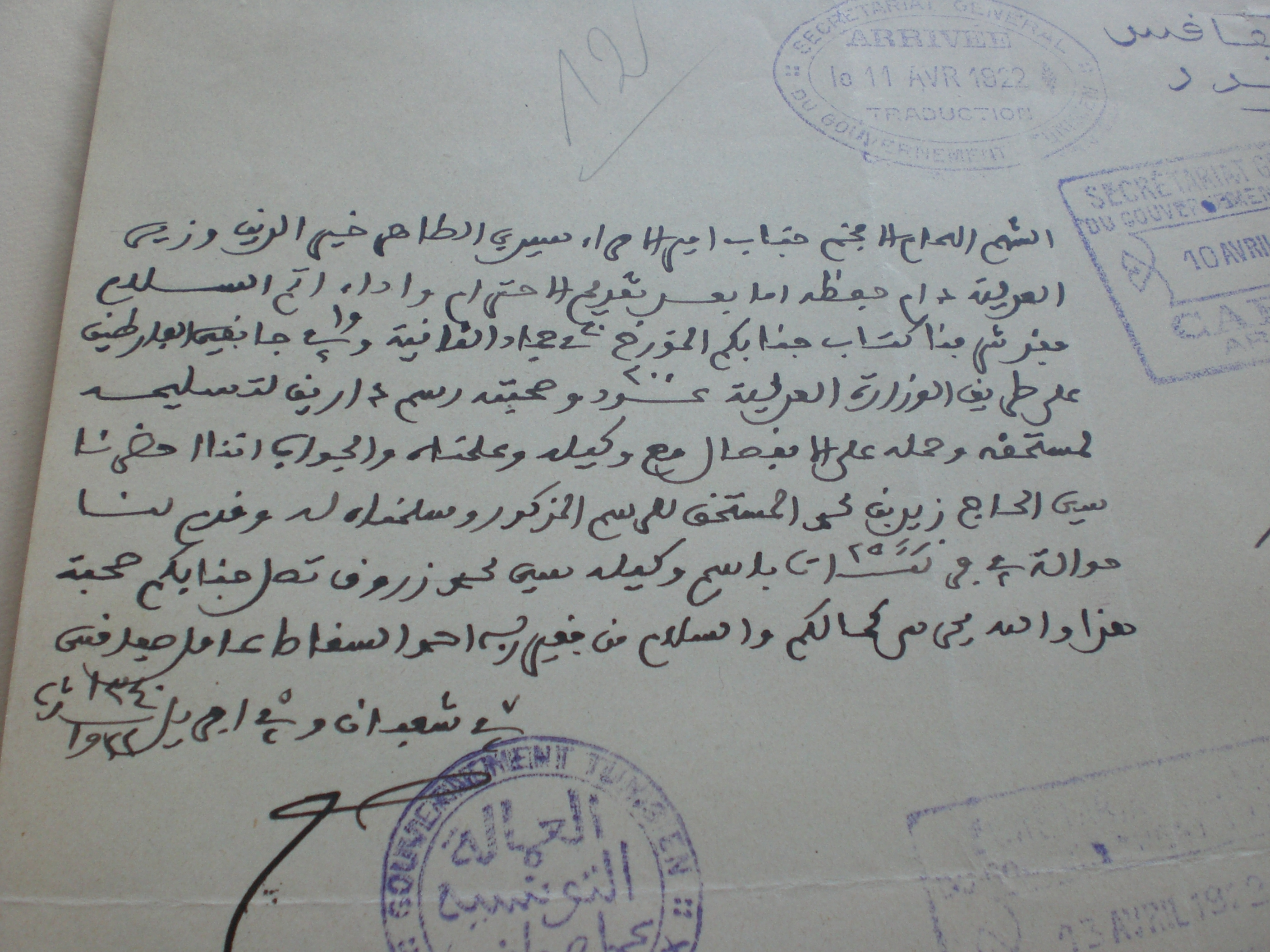
وثيقة من الأرشيف التونسي بخط مغربي

هناك خطوط عربية من غرب إفريقيا تصنف ضمن الخطوط المغربية ويشار إليها باسم الخط السوداني، من بلاد السودان، ومن أنواع الخط السوداني هناك:

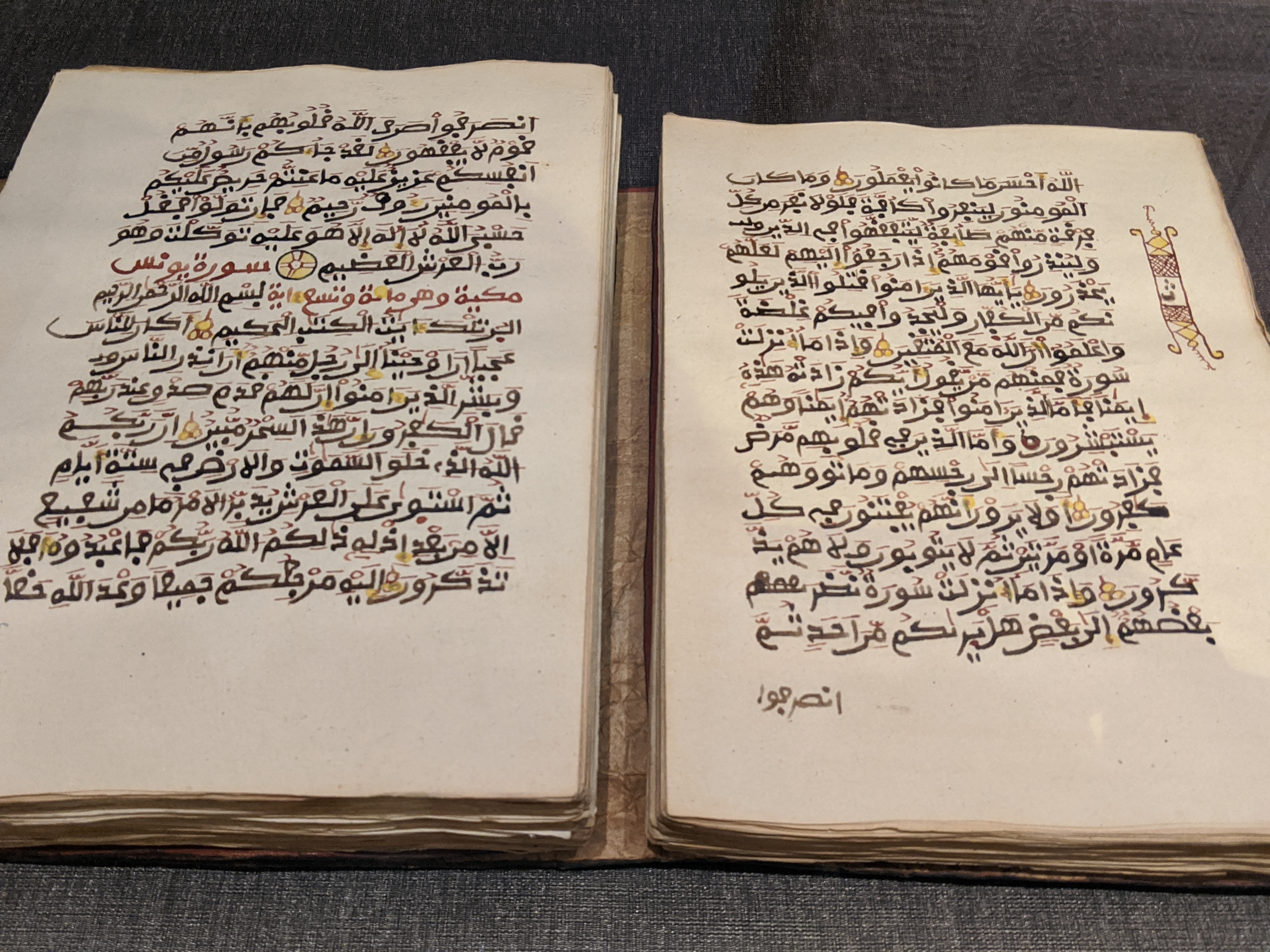
مصحف من شمال نيجيريا من القرن التاسع عشر مخطوط بالأسلوب الكنيمي البرنوي

- الخط السوقي نسبة إلى مدينة السوق، واستعمل كذلك في تمبكتو ويرتبط بالطوارق.[37]
- الخط الفولاني
- الخط الهاوساوي
- الخط البيضاني الموريطاني
- الخط الكنيمي أو الكنوي يرتبط بالمنطقة التي هي تشاد وشمال نيجيريا الآن، ويرتبط.[37]
- الخط الصحراوي[38][39]

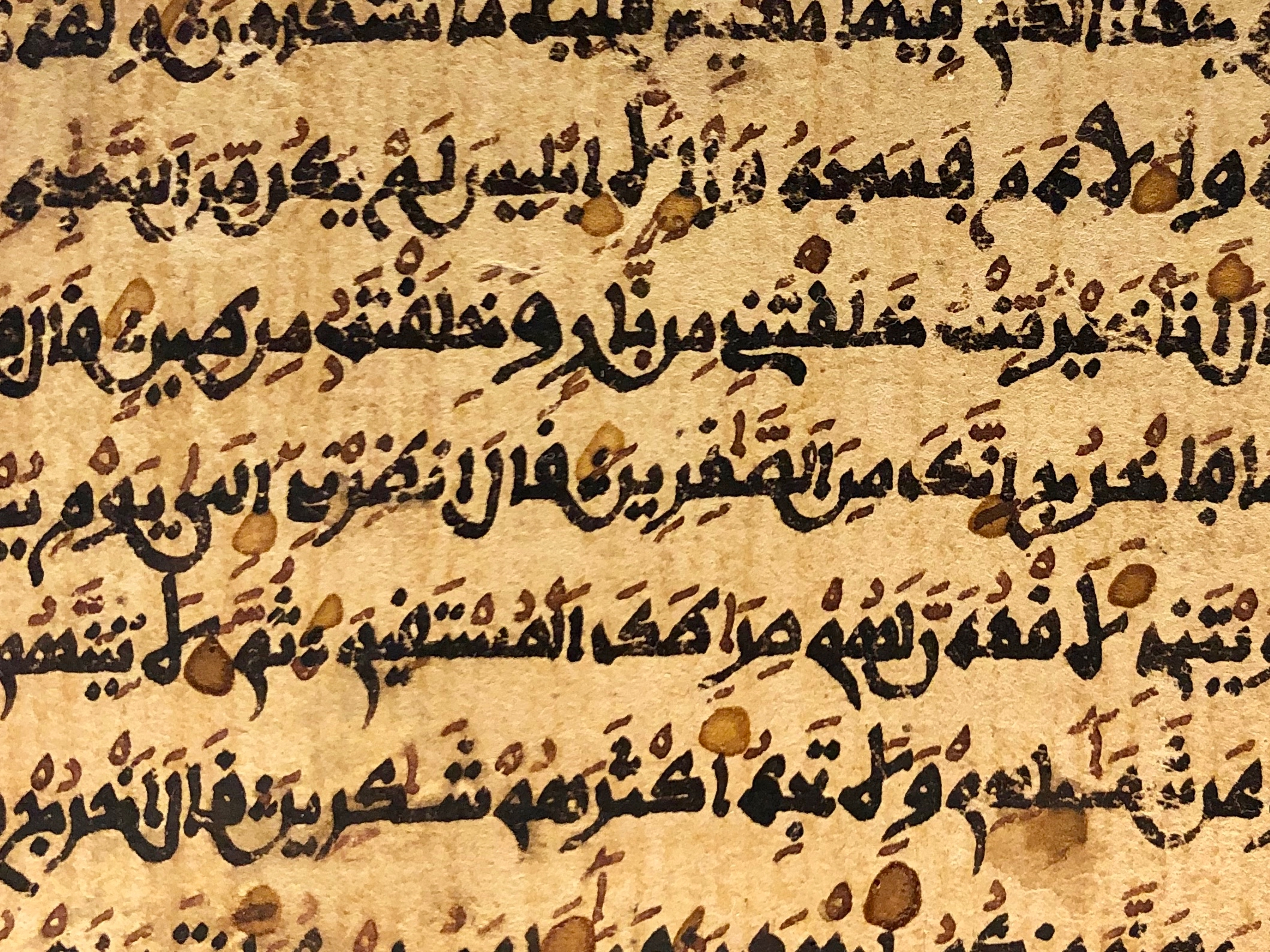
نظرة مقربة للخط السوقي في كتابة سورة الأعراف
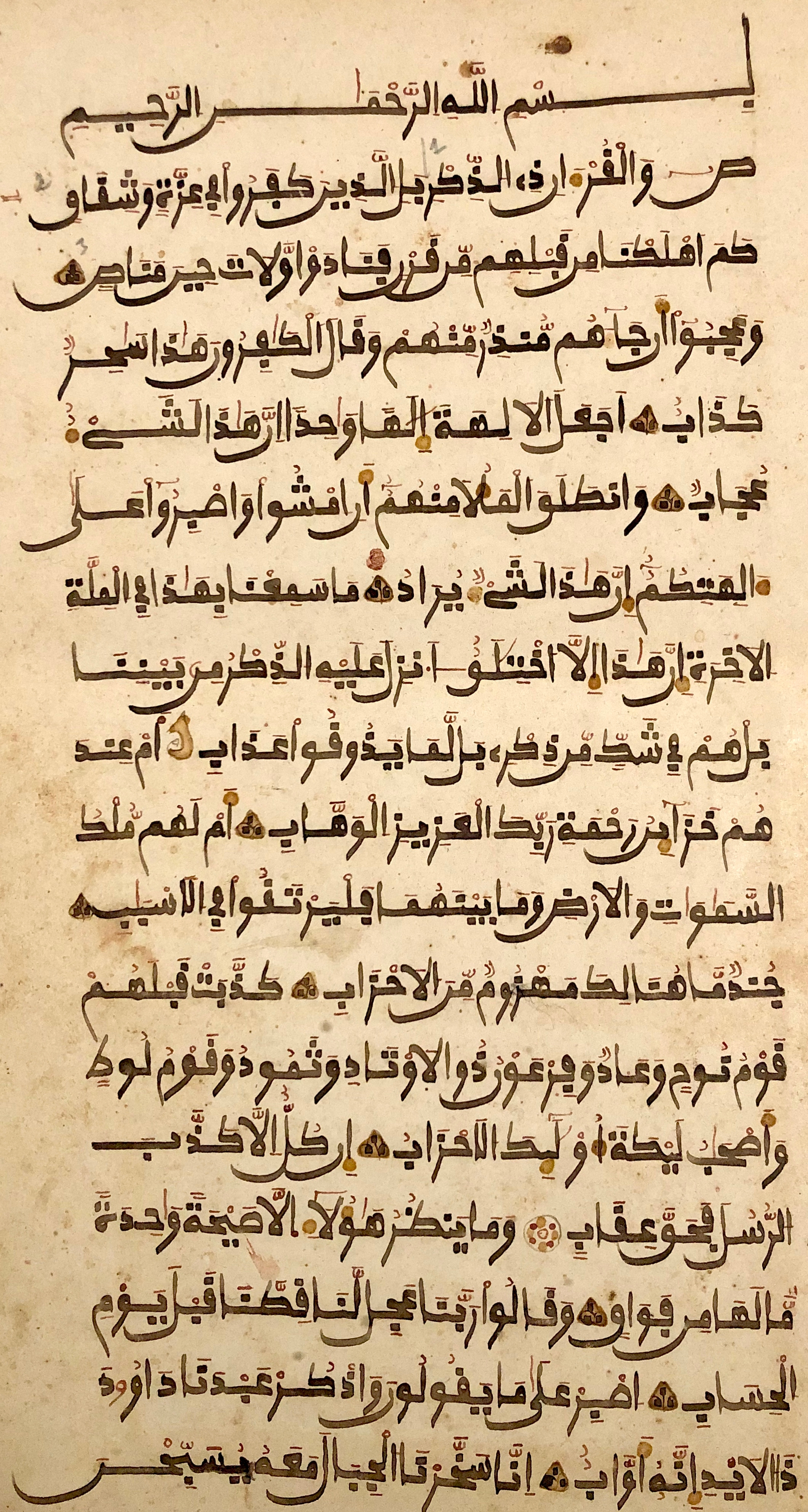
سورة ص، ويشار إليها هنا باسم سورة داود، مكتوبة بالخط الفولاني
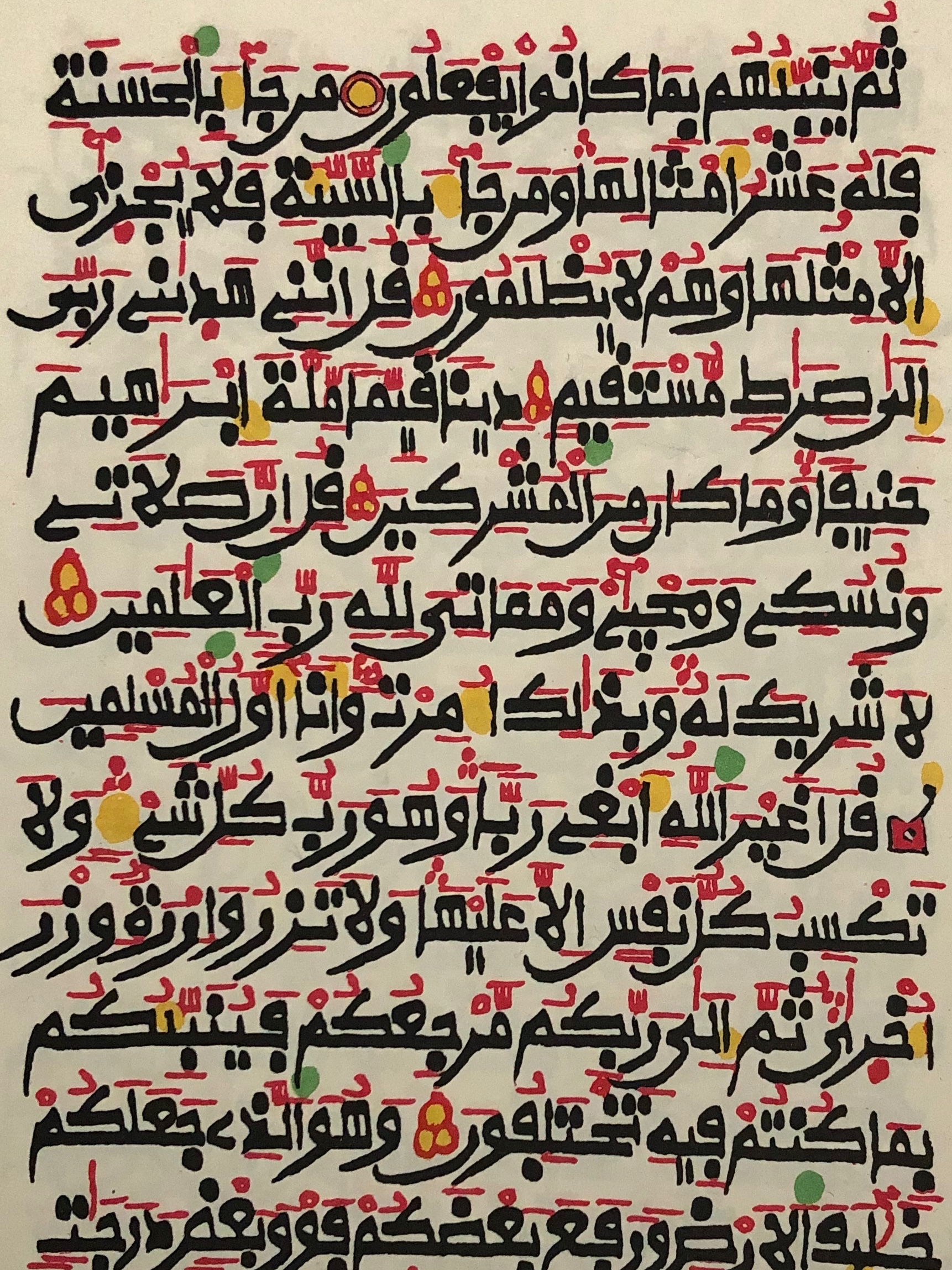
صفحة لسورة الأنعام مطبوعة بالطباعة الحجرية بالخط الهاوساوي بداية القرن العشرين
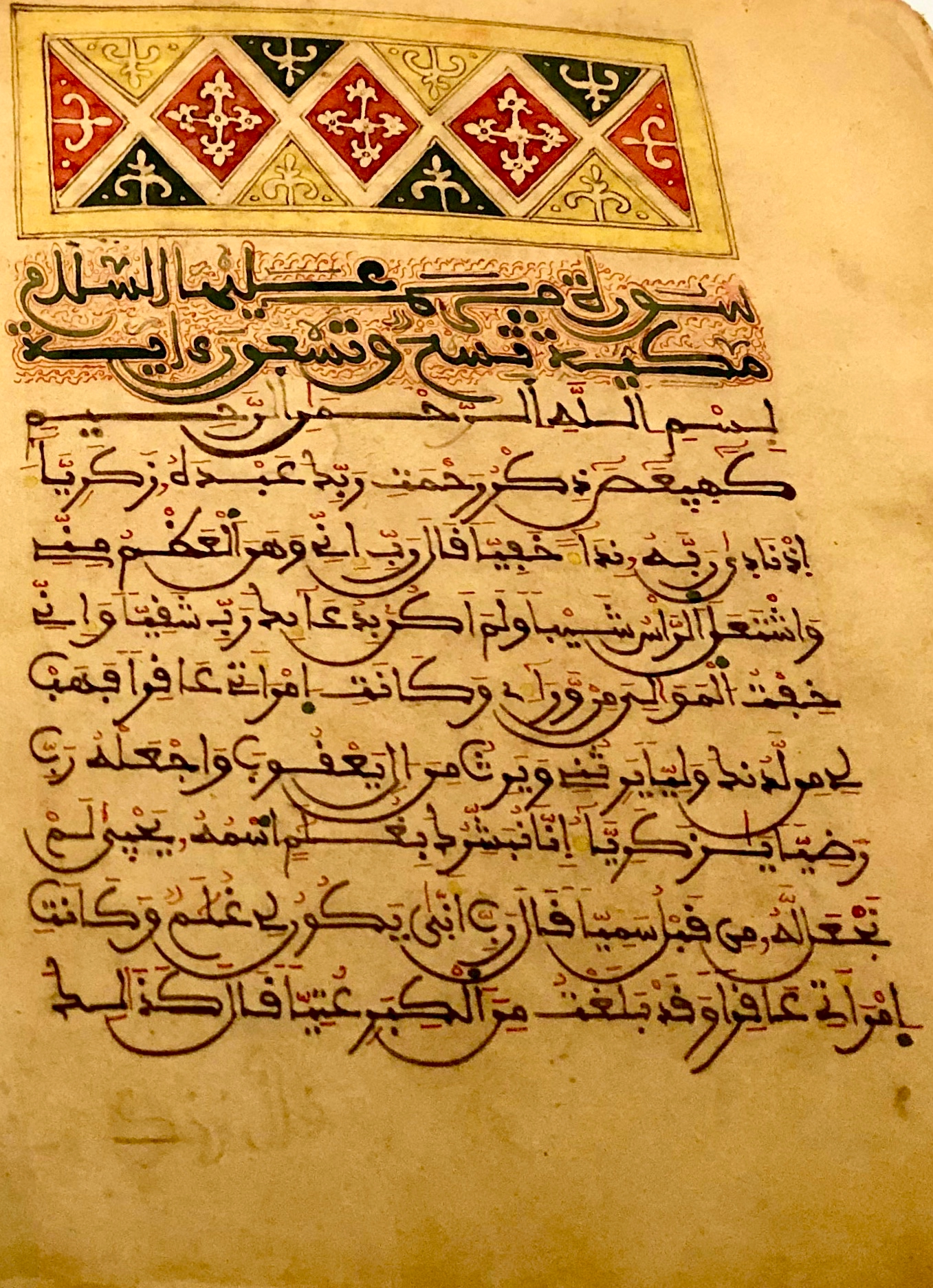
الخط البيضاني
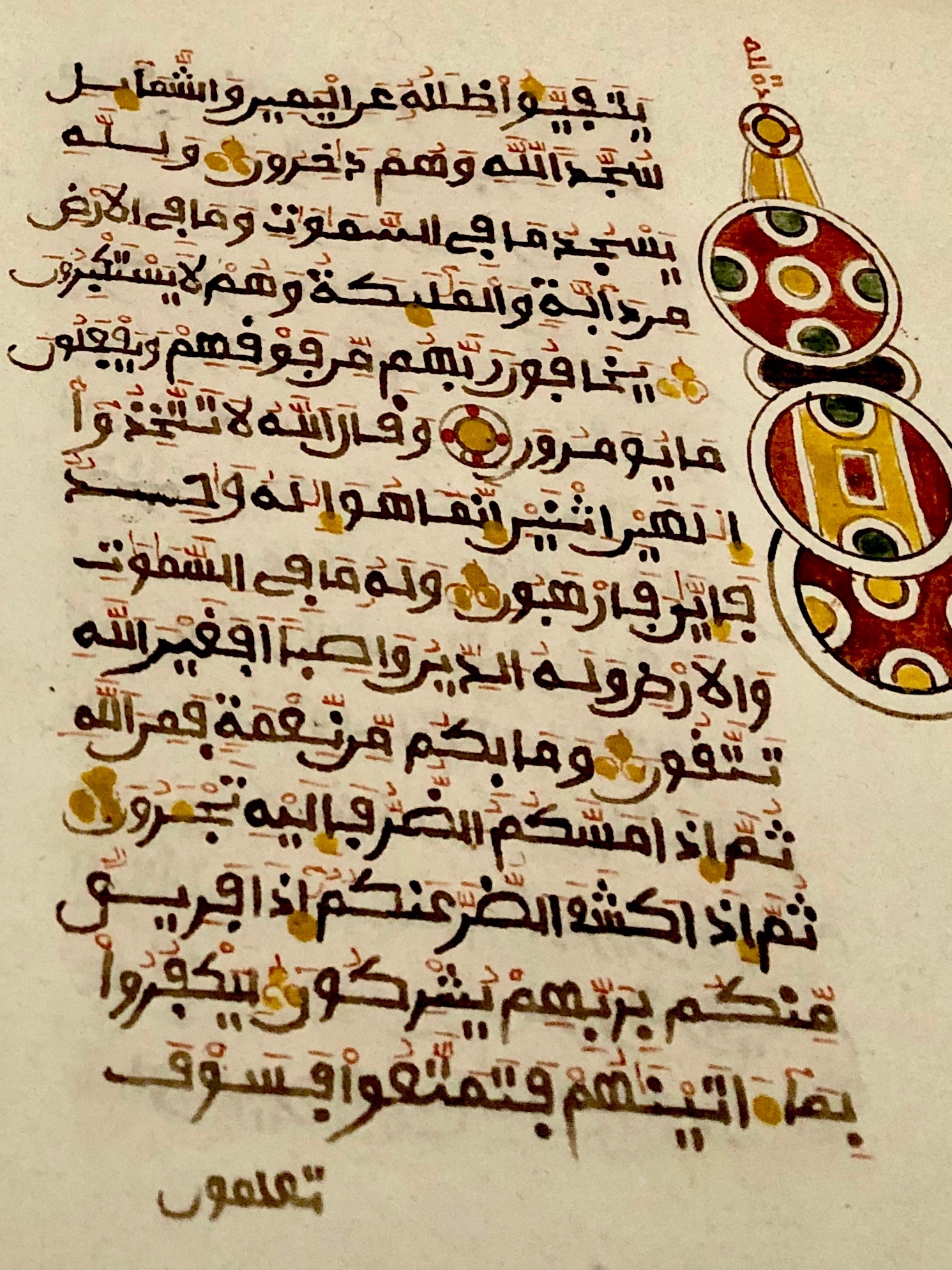
الخط الكنيمي

## بعض خصائصه
- ليس للخط المغربي قواعد محددة أو موازين كما هو الحال بالنسبة للخطوط العربية الأخرى. ولانعدام تلك القواعد فإن الحرف الواحد قد يكتب بأكثر من طريقة في نفس الوثيقة.
- يحتفظ الخط المغربي ببعض الرواسب التي ورثها من الخط الكوفي من ذلك أن الألف المتصلة تنحدر قليلا عن مستوى السطر بزائدة كوفية، كما أن حروف الكاف والصاد والضاد والطاء والظاء تكون ممتدة بما يذكر بالخط الكوفي.
- قلما تحتفظ حروف الألف واللام والطاء والظاء بشكلها العمودي إذ كثيرا ما تكون في شكل منحني وتحمل في أعلاها ما يشبه النقطة الغليظة. وبالنسبة لحرف الظاء قد ترسم النقطة على يسار الشلة.
- لا ترسم عادة السنينة بعد حرفي الصاد والضاد، وقد ترسم نقطة الضاد داخل الحرف.
- تتخذ بعض الحروف امتدادا مبالغا فيه إذا كانت في آخر الكلمة وأساسا منها س ش ي ل ن.
- كما قد لا تكتب نقط الحروف النهائية في الفاء والقاف والنون.
- يتميز الخط المغربي فيما يتعلق بإعجام حرفي الفاء والقاف، حيث ترسم الفاء بنقطة من أسفل والقاف بنقطة واحدة من فوق.

## مخطوطات قرآنية بخط مغربي
نسخة مغربية مزوقة لمصحف تمت كتابتها في 1148 هجري، من مجموعة شالوم يهودا، المكتبة الوطنية.

## الخط المغربي على النقيض من النصوص المشرقية
إحدى أبرز أوجه اختلاف الخطوط المغاربية عن نصوص الشرق الناطق بالعربية هي تنقيط الحروف الفاء (ف) والقاف (ق). في التقاليد الشرقية، يتم تمثيل الفاء بدائرة تعلوها نقطة، بينما في الكتابة المغاربية تكون النقطة أسفل الدائرة (ڢ). في الخطوط الشرقية، يتم تمثيل القف بدائرة تعلوها نقطتان، في حين أن القف المغربي عبارة عن دائرة فوقها نقطة واحدة فقط (ڧ)، على غرار الفاء الشرقي. وفي الواقع، لعبت المخاوف بشأن الحفاظ على تقاليد الكتابة المغاربية دورا في تحفظات العلماء المغاربة ضد استيراد المطبعة.
بالإضافة إلى ذلك، يلاحظ نيكو فان دن بوجيرت أنه مكتوب بالخط المغربي:
- عروة الصاد (ص) والضاد (ض) ليس لها سن
- يتم رسم سيقان الألف (ا) واللام (ل) واللام الف (لا) والطاء (ط) والظاء (ظ) بعقدة في النهاية
- يتم رسم سيقان طاء (ط) و ظ (ظ) قطريًا
- الألف الأخيرة (ـا) مكتوبة من الأعلى إلى الأسفل
- الدال الأخير والمعزول (د) والذال (ذ) يشبهان الكاف الأولي والأوسط (كـ)

وبالإضافة إلى ذلك تختلف الخطوط المغاربية عن الخطوط المشرقية في أن الخطوط المغاربية تُكتب تقليديًا برأس مدبب بدلاً من رأس الإزميل. ونتيجة لذلك فإن الخطوط المغاربية عادة ما تكون أقل تباينًا في سمك الخط من الخطوط المشرقية والتي تحتوي على خطوط أفقية أوسع وخطوط رأسية أرق.

## وصلات خارجية
- (بالإنجليزية) دراسة حول الخط المغربي.